# アッパー・ニューヨーク湾

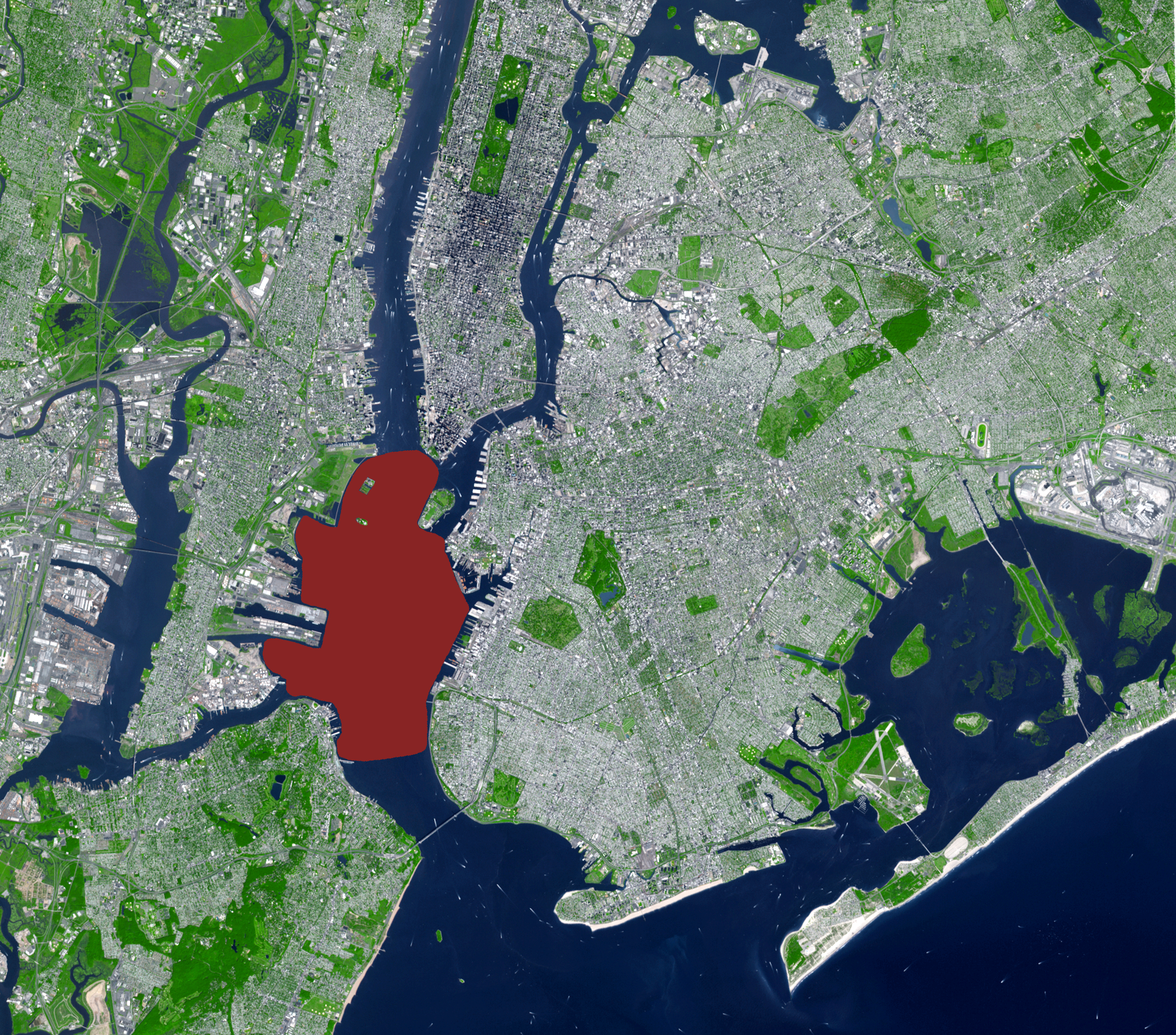
赤色でアッパー・ニューヨーク湾を示している。ナローズ（海峡）によって南のロウアー・ニューヨーク湾に接している。湾の北西には、エリス島（北）とリバティ島（南）がある。

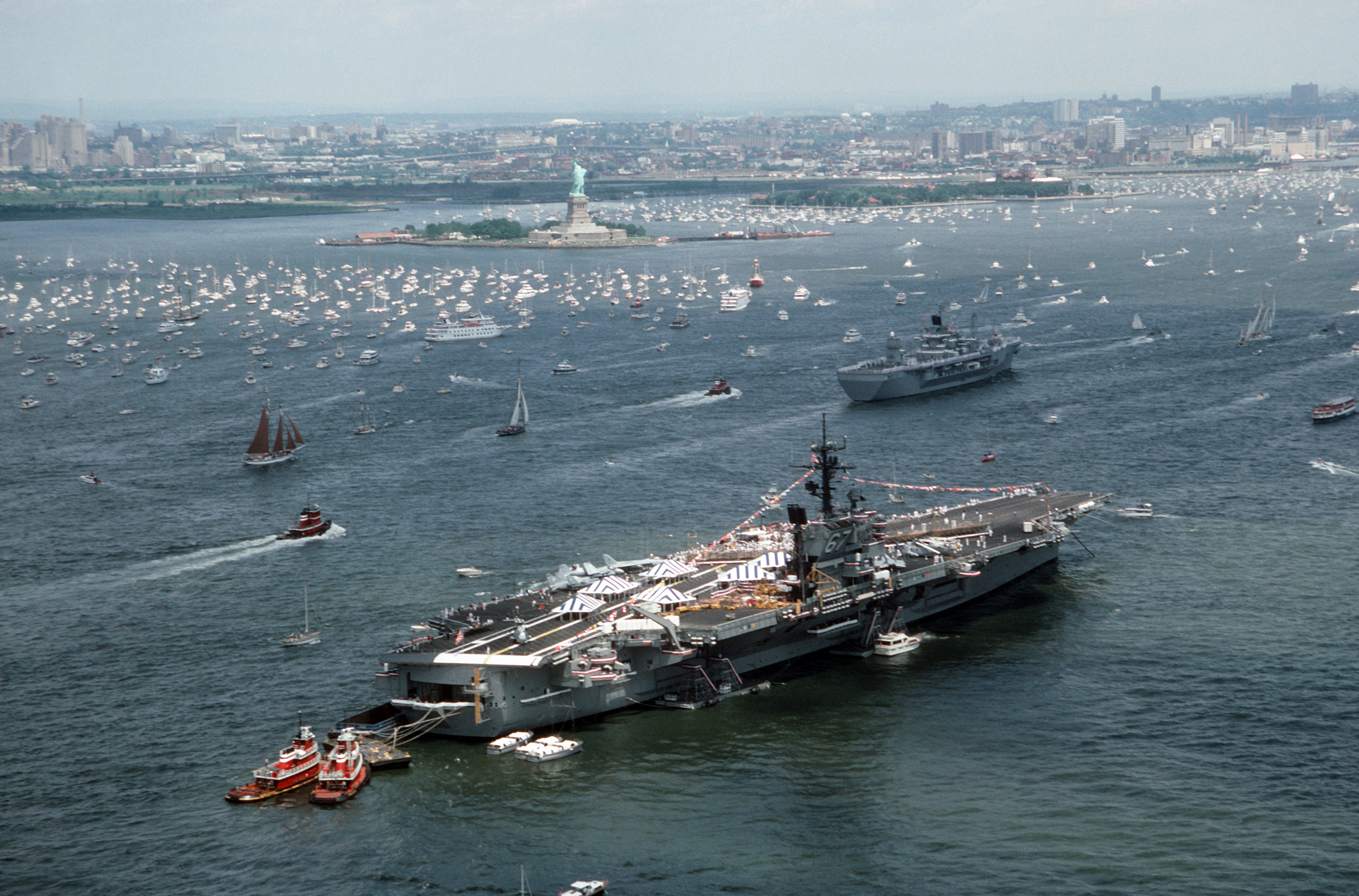
1986年に行われたリバティ・ウィークエンド

アッパー・ニューヨーク湾（アッパー・ニューヨークわん、Upper New York Bay）、またはアッパー湾（アッパーわん、Upper Bay）は、ニューヨーク州、ニュージャージー州の港の中心であり、ニューヨーク湾と呼ばれる場合もある。広義のニューヨーク湾の北半部に当たる。湾は、ニューヨーク市のマンハッタン、ブルックリン、スタテンアイランド、ニュージャージー州のハドソン郡のジャージー・シティとベイヨンによって囲まれている。
湾は、ゴワナス運河と同様に、ハドソン川（昔はノース・リバーとも呼ばれた）によって水が供給されている。海峡によって、ナローズではロウアー・ニューヨーク湾、キル・ヴァン・カルではニューアーク湾、イースト川ではロングアイランド湾に接しており、事実上、海峡である。また、ハドソン川への交通路でもあり、湾の航路は、アンカレッジ水道とも呼ばれる。湾の中心部の深さは約50フィートである。
イースト川の河口あたりには、ガバナーズ島が、ニュージャージー州の沿岸周辺には、エリス島、リバティ島、ロビンス・リーフがある。湾は昔、歴史上でも世界最大級のカキ養殖場として知られ、19世紀の終わりまで、市民に食料を提供していた。
歴史的には、湾は、ニューヨークの貿易に重要な役割を果たしている。自由の女神像は、19世紀後半から20世紀前半にかけての移民を思い起こさせられる。
1950年代以来、コンテナ船は、キン・ヴァン・カルを通り、ニュージャージーのポート・ニューアーク・エリザベス・マリン・ターミナルへ行くようになった。その結果、コンテナ化に対応できないアッパー・ニューヨーク湾のウォーター・フロントの産業は衰退していき、マンハッタンやブルックリンを取り囲んでいた埠頭は相次いで廃止された。今でもレッドフック、ポート・ジャージー、MOTBY、コンスタブル・フック、スタテン島の海岸の港は残っている。1976年には、リバティ州立公園がオープンした。近年では、レクリエーションの航海やカヤッキングなどで人気のスポットとなっている。
湾では、スタテン島フェリーが航行している。このフェリーは、リッチモンド郡役所や郡最高裁判所近くのスタテン島・セント・ジョージ・ターミナルと、マンハッタンの最南端（サウス・フェリー）のバッテリー・パーク横のホワイトホール・ターミナルの間を結んでいる。ニューヨーク・ウォーターウェイは、湾を横切るルートを航行している。
アッパー・ベイでは、シマスズキや青魚が多く生息している。

## 関連項目

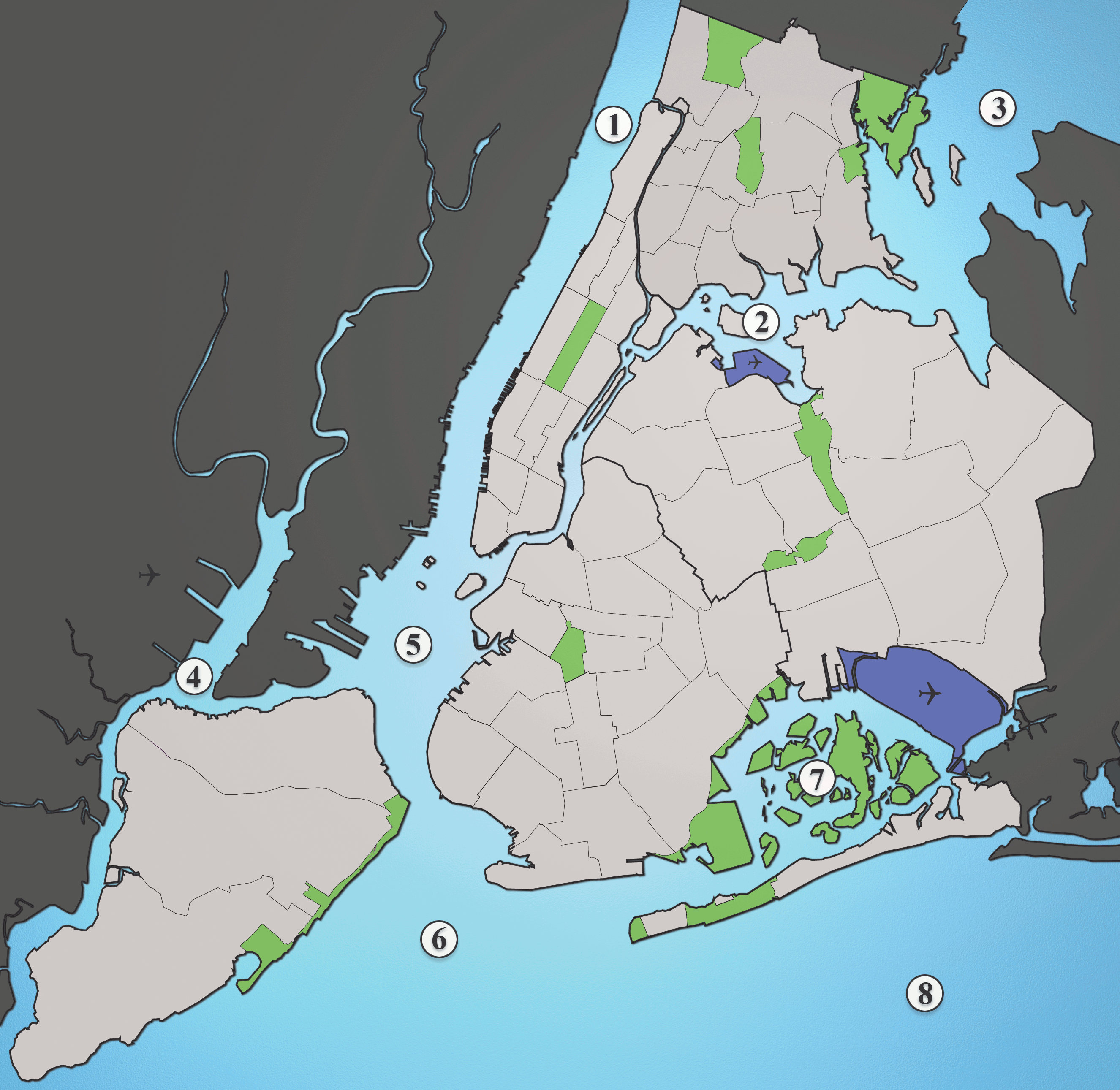
ハドソン川の河口：1. ハドソン川　2. イースト川　3. ロングアイランド湾　4. ニューアーク湾　5. アッパー・ニューヨーク湾　6. ロウアー・ニューヨーク湾、7. ジャマイカ湾、8. 大西洋

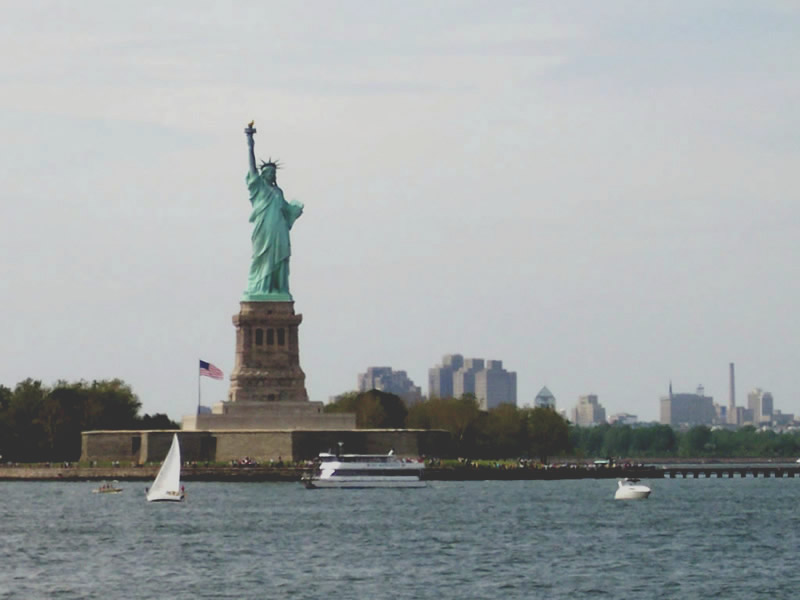
スタテン島フェリーから見た自由の女神像。
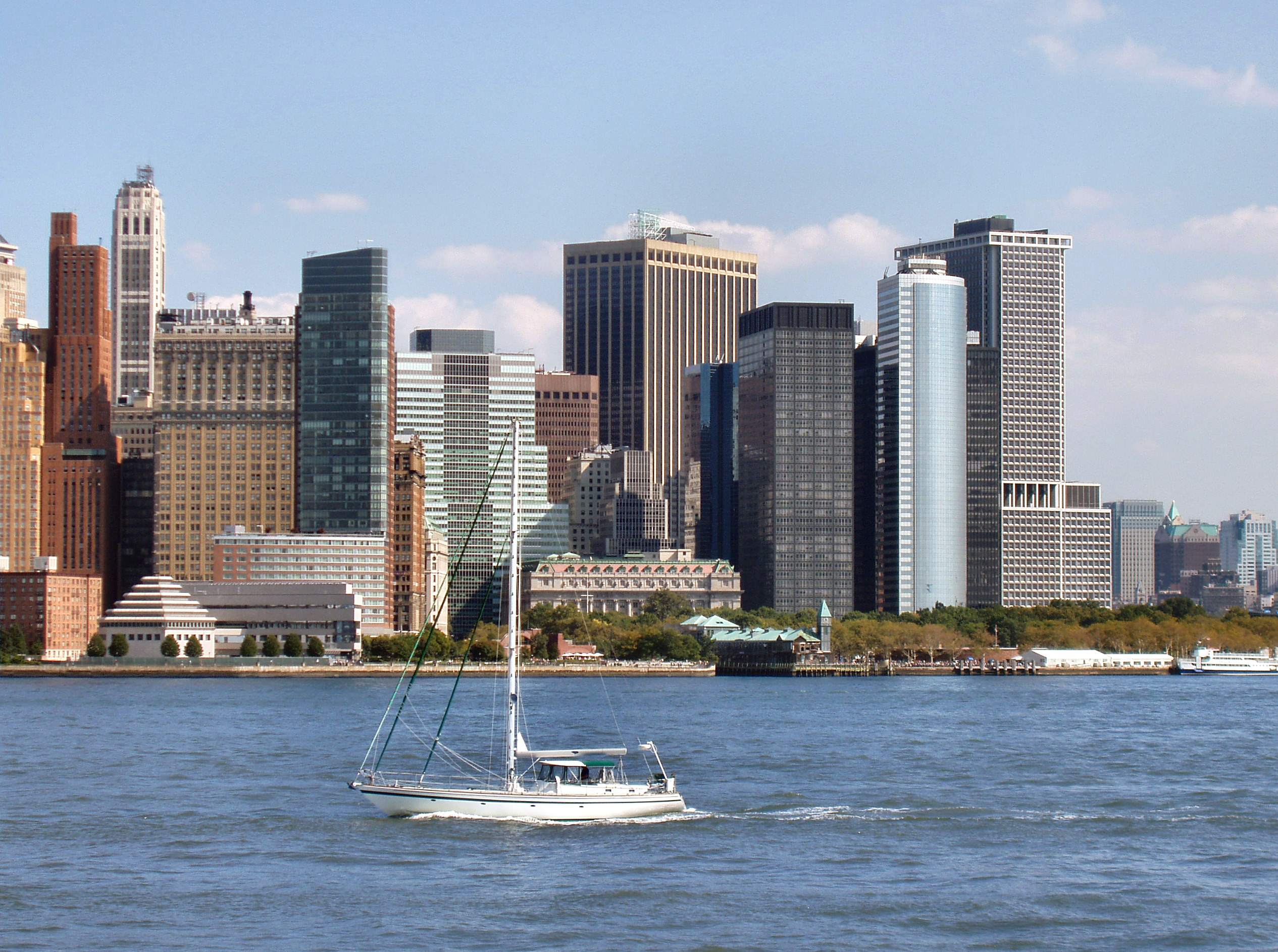
リバティ州立公園から湾を横切りマンハッタンへ向かう。